# Adrian Gurvitz
Adrian Curtis Gurvitz (  /ˈɡɜrvɪts/; Stoke Newington, 26 de junio de 1949) es un cantante, compositor, músico y productor discográfico británico. Su prolífica habilidad para escribir canciones le ha valido éxitos con el éxito número uno de Billboard Mainstream Rock de Eddie Money, «The Love in Your Eyes», y con su propia canción «Classic» un sencillo número 8 en el Reino Unido, así como el top 10. Sencillo de las listas de rock del Reino Unido "Race with the Devil", con su banda The Gun. También coescribió la canción "Even If My Heart Would Break" de la banda sonora ganadora del premio Grammy The Bodyguard. Sus primeras bandas, Gun, Three Man Army y Baker Gurvitz Army, fueron grandes influencias para la primera ola del circuito de hard rock británico. Gurvitz también ganó notoriedad como guitarrista principal, conocido por sus solos intrincados y contundentes. Gurvitz fue colocado en el puesto 9 por Chris Welch de la lista de "Mejores guitarristas del mundo" de Melody Maker.

## Primeros años
El padre de Gurvitz fue mánager de gira de Cliff Richard and the Shadows y de The Kinks. Adrian comenzó a tocar la guitarra a los ocho años, y a los 15 ya estaba de gira con bandas emergentes como Screaming Lord Sutch, Billie Davis y Crispian St. Peters. En 1967, él y su banda Rupert's People lanzaron el sencillo "Reflections of Charles Brown" a través de Columbia Records. La canción alcanzó el puesto número 13 en las listas de éxitos pop de Australia en agosto de 1967. Sin embargo, no logró ingresar a la lista principal del Reino Unido, siendo catalogada como "breakout" justo por debajo del ranking oficial durante tres semanas en agosto de ese año (fue conocido con el apellido Curtis hasta principios de la década de 1970, cuando retomó su nombre original, Gurvitz).
Como guitarrista principal y vocalista de la banda The Gun, Gurvitz obtuvo su primer gran éxito con la canción "Race with the Devil", a los 18 años. Lanzada como sencillo en octubre de 1968, alcanzó el top 10 en la lista de sencillos del Reino Unido y, en marzo de 1969, se convirtió también en un gran éxito en varios países europeos.Jimi Hendrix citó el riff de la canción durante su interpretación de "Machine Gun" en el Festival de la Isla de Wight en 1970.
"Race with the Devil" ha sido versionada por varias bandas, entre ellas Judas Priest (en la edición remasterizada del álbum Sin After Sin), Black Oak Arkansas (en el álbum Race with the Devil), Girlschool (en Demolition) y Church of Misery (en su demo de 1996, lanzado como álbum dividido con Acrimony, y en su LP Vol. 1). La portada del álbum debut de The Gun es también destacable, ya que fue la primera realizada por el artista Roger Dean. Tras el lanzamiento de su segundo álbum, Gunsight, la banda se disolvió.
No mucho después de que The Gun se disolviera, Gurvitz comenzó a trabajar en su primer álbum como solista, que se convirtió en el álbum debut de Three Man Army, A Third of a Lifetime. Three Man Army fue contratado por Reprise y Warner Bros. Records. El álbum debut contó con la participación de varios bateristas, incluido el baterista de Band of Gypsys  Buddy Miles.
Poco después de la muerte de Jimi Hendrix, Buddy Miles invitó a Gurvitz a unirse a su banda, Buddy Miles Express, para una gira por Estados Unidos. La gira se extendió durante dos años completos, con presentaciones ante audiencias de hasta 50.000 personas cada noche. Durante ese periodo, Gurvitz colaboró en el álbum Chapter VII de Miles, lanzado en 1973. Fue también en el transcurso de esta gira cuando conoció al baterista de Cream, Ginger Baker.
Tras regresar al Reino Unido de una gira con Buddy Miles, Gurvitz volvió a reunirse con su hermano Paul Gurvitz, su compañero en la banda Three Man Army. Al grupo se sumó el baterista Tony Newman, quien había tocado previamente con Sounds Incorporated y Rod Stewart. Juntos grabaron los álbumes Mahesha y Three Man Army Three. Al finalizar este último, Gurvitz se unió al legendario baterista Ginger Baker para formar la banda Baker Gurvitz Army.
The Baker Gurvitz Army firmó con Vertigo Records en el Reino Unido y con Atlantic en los Estados Unidos. Su álbum, Baker Gurvitz Army, fue disco de oro, alcanzó el puesto número 22 en la lista de álbumes del Reino Unido y también entró en la lista Billboard 200 de los Estados Unidos. Continuaron produciendo dos álbumes de oro más juntos, Elysian Encounter (1975) y Hearts on Fire (1976).
El baterista Graeme Edge, de la banda Moody Blues, invitó a Gurvitz a unirse a su proyecto paralelo, la Graeme Edge Band. Edge buscaba que Gurvitz colaborara como compositor, vocalista y productor en sus dos siguientes álbumes: Kick Off Your Muddy Boots y Paradise Ballroom. Ambos discos lograron ingresar a las listas de éxitos en Estados Unidos. Fueron publicados bajo el sello Threshold y contaron con portadas ilustradas por el artista Joe Petagno.
En 1979, Gurvitz emprendió su carrera como solista y grabó dos álbumes con el sello Jet Records.  El primero, Sweet Vendetta, fue realizado junto a los músicos de estudio estadounidenses Jeff, Joe y Steve Porcaro, así como David Paich, quien había fundado la banda Toto dos años antes. Posteriormente, en 1980, publicó el álbum Il Assassino. Tras finalizar su contrato con Jet Records, firmó con EMI/Rak en Europa y con Geffen Records en Estados Unidos, donde lanzó su tercer álbum, Classic. Gurvitz obtuvo un gran éxito con la canción del mismo nombre, que alcanzó el puesto número 8 en la lista de sencillos del Reino Unido. "Classic" se convirtió en una de las baladas más radiadas en Inglaterra durante 1982. Su siguiente sencillo fue "Your Dream".
Durante ese período, Gurvitz trabajó como compositor para la editorial Rak Music Publishing, propiedad de Mickie Most. Allí escribió canciones para artistas como Earle Brown y Hot Chocolate. En 1982, compuso "England, We'll Fly the Flag", la cual fue incluida como lado AA del sencillo "This Time (We'll Get It Right)", tema oficial del equipo de Inglaterra para la Copa Mundial de ese año. El sencillo alcanzó el puesto número 2 en la lista de sencillos del Reino Unido.
Gurvitz se mudó a Estados Unidos, donde escribió el éxito de Eddie Money, "The Love in Your Eyes". La canción alcanzó el puesto número 24 en el Billboard Hot 100 y llegó al número uno en la lista Billboard Mainstream Rock Tracks. Gurvitz firmó con Warner Chappell Music, y desde allí escribió canciones para artistas como Steve Perry, REO Speedwagon y Chicago. En 1992, compuso "Even If My Heart Would Break", interpretada por Aaron Neville y Kenny G. La canción fue incluida en la película El guardaespaldas y en su banda sonora. Este álbum se ha consolidado como uno de los cinco discos más vendidos de todos los tiempos. Ganó el premio Grammy al Mejor Álbum del Año en 1994 y ha superado las 45 millones de copias vendidas a nivel mundial. Además, Kenny G incluyó el tema en su exitoso álbum Breathless, certificado multiplatino.
En 2000, Gurvitz formó un grupo femenino de pop británico-estadounidense, No Secrets. Uno de los miembros del grupo era su hija, Carly Lewis. Firmaron con Jive Records y su canción, "Kids in America", alcanzó el puesto número 1 en la lista Heatseekers de Billboard. También apareció en la banda sonora de la película Jimmy Neutron. No Secrets se unió a Aaron Carter en Toronto para el rodaje de su video de "Oh Aaron", y también colaboraron en la grabación de la canción, proporcionando coros.[cita requerida] Luego, Gurvitz trabajó para Walt Disney Records para producir y escribir canciones para muchas de sus estrellas pop internas, como Jesse McCartney, Cheetah Girls y Anne Hathaway. Produjo muchas de las bandas sonoras de Disneymania, lo que le valió tres álbumes de oro.
En 2011, Gurvitz produjo la canción "Stevie on the Radio" de Pixie Lott, que contó con la colaboración de Stevie Wonder y formó parte del álbum Young Foolish Happy. Este trabajo obtuvo la certificación de disco de oro en el Reino Unido.
Más recientemente, Gurvitz ha colaborado con artistas como Ziggy Marley y Andra Day. Actualmente se desempeña como ejecutivo en Buskin Records, sello que cofundó junto a Jeffrey Evans, y colabora con Warner Bros. Records, con quien Buskin mantiene un acuerdo de asociación.

## Discografía

### Álbumes de estudio
En solitario
- Sweet Vendetta (1979, Jet)
- The Way I Feel (1979, Jet)
- Il Assassino (1980, Jet)
- Classic (1982, RAK/Geffen)
- Acoustic Heart (1996, Playfull)
- No Compromise (2000, Playfull)
- Classic Songs (Compilatorio) (2000, Playfull)
- Blood Sweat & Years (2024, Gurlou)

Con grupos
The Guns
- Gun (CBS, 1968)
- Gun Sight (CBS, 1969)

Three Man Army
- A Third of a Lifetime (One Way Records, 1971)
- Mahesha (issued in the US as Three Man Army) (Reprise/Polydor, 1973)
- Three Man Army Two (Reprise/Polydor, 1974)
- Three Man Army 3 (Revisited Records, SPV 304222CD – Recorded 1973–4 released 2005)

The Baker Gurvitz Army
- Baker Gurvitz Army (Vertigo/Atlantic, 1974)
- Elysian Encounter (Atco/Vertigo, 1975)
- Hearts of Fire (Repertoire/Vertigo, 1976)

The Graeme Edge Band, featuring Adrian Gurvtiz
- Kick Off Your Muddy Boots (Threshold, 1975)
- Paradise Ballroom (London/Decca, 1977)

### Sencillos
- "Untouchable and Free" (1979)
- "The Way I Feel" (1979)
- "She's in Command" (1979)
- "Classic" (1982) UK No. 8, AUS No. 12[21]
- "Your Dream" (1982) UK No. 61
- "Clown" (1982)
- "Corner of Love" (1983)
- "Hello Mum" (1983)

### Créditos de composición
- - The England World Cup Squad - "England, We'll Fly The Flag" (1982)
  - Hot Chocolate – Love Shot ("I'm Sorry", "Friend of Mine") (1983)
  - Eddie Money – "The Love in Your Eyes" (1989) No. 24 on the Billboard Hot 100 and No. 1 Billboard's Mainstream Rock Tracks chart
  - REO Speedwagon – The Second Decade of Rock and Roll 1981 to 1991 ("All Heaven Broke Loose") (1991)
  - Henry Lee Summer – Way Past Midnight ("So Desperately") (1991)
  - The Bodyguard Soundtrack – Kenny G y Aaron Neville – "Even if My Heart Would Break" (1992)
  - Kenny G – Breathless ("Even if My Heart Would Break") (1992)
  - Steve Perry – "It Won't Be You" (lado B de "Missing You") (1994)
  - Various Artists – Überdosis G'fühl 2 ("Classic") (1997)
  - Youssou N’Dour – Joko: From Village To Town ("My Hope is in You") (1999)
  - CeCe Winans – álbum homónimo ("More Than What I Wanted", "Looking Back at You") (2001) US Top Gospel Album No. 2
  - Bent – "Magic Love" (2002)
  - No Secrets – No Secrets ("Hot", "I Know What I Want", "No Secrets") (2002)
  - CeCe Winans – Throne Room (2003) US Top Gospel Album No. 1
  - Bob Sinclar – Born in 69 ("The Way I Feel") (2009)
  - Pixie Lott ft. Stevie Wonder – Young Foolish Happy ("Stevie on the Radio") (2011)
  - Emii featuring Snoop Dogg – "Mr. Romeo" (2011)
  - Andra Day – Cheers to the Fall (2015)
  - Transviolet – Transviolet EP (2015)